# فرودگاه کاشان
فرودگاه کاشان (یاتا: KKS، ایکائو: OIFK) یکی از فرودگاه‌های ایران است که در سال ۱۳۷۳ به بهره‌برداری رسید. این فرودگاه در ۱۲ کیلومتری جنوب شرقی کاشان، در حد فاصل دو جاده اصلی کاشان – نطنز به اصفهان و کاشان – یزد به کرمان است.

## تاریخچه
در سال 1372 تصمیم به ایجاد فرودگاه در شهرستان کاشان گرفته شد. به این منظور زمینی به وسعت حدود ۸۰۰ هکتار در جنوب شرقی کاشان انتخاب شد. این اقدامات در فاصله زمانی کوتاهی به احداث باندی به طول ۲۷۰۰ متر و عرض ۴۵ متر و یک تاکسی وی و پارکینگ هواپیما که قابلیت پارک چند فروند هواپیمای نیمه سنگین و یک ساختمان پاویون بود، منجر شد. در تاریخ 12 خرداد سال 1373 با نشستن یک فروند هواپیمای بوئینگ 737 حامل ریاست جمهوری وقت این فرودگاه افتتاح و عملاً بهره‌برداری شد. شهرداری کاشان با ادامه و تکمیل عملیات عمرانی در فرودگاه و احداث یک ساختمان ترمینال مسافر با وسعت و زیر بنای ۸۰۰ متر مربع را به انجام رسانید که با توجه به نیاز نیروی هوافضای سپاه، فرودگاه کاشان تحویل سپاه پاسداران گردید.
پروانه نهایی بهره‌برداری فرودگاه کاشان، توسط ریاست کل سازمان هواپیمایی کشوری صادر شده‌است. در تاریخ ۱۳ خرداد سال ۱۳۹۵ هم‌زمان با بیست و دومین سالگرد افتتاح اولیه، بخش کشوری و مسافری فرودگاه کاشان با پرواز مشهد به‌طور رسمی افتتاح گردید.

## شرکت‌های هواپیمایی و مقصدهای پروازی
| شرکت‌های هواپیمایی      | مقصدهای پروازی                                              |
| ---------------------- | ----------------------------------------------------------- |
| هواپیمایی آتا          | فرودگاه بین‌المللی شهید هاشمی‌نژاد مشهد                       |
| هواپیمایی آسمان        | فرودگاه بین‌المللی شهید هاشمی‌نژاد مشهد                       |
| هواپیمایی ایران ایرتور | فرودگاه بین‌المللی شهید هاشمی‌نژاد مشهد فرودگاه بین‌المللی کیش |
| کیش ایر                | فرودگاه بین‌المللی کیش                                       |
| هواپیمایی تابان        | فرودگاه بین‌المللی شهید هاشمی‌نژاد مشهد                       |
| هواپیمایی معراج        | فرودگاه بین‌المللی شهید هاشمی‌نژاد مشهد                       |
| هواپیمایی پارس         | فرودگاه بین‌المللی شهید هاشمی‌نژاد مشهد                       |
| هواپیمایی چابهار       | فرودگاه بین‌المللی شهید هاشمی‌نژاد مشهد                       |

## پروازهای آزمایشی و آموزش خلبانی
۱. در تاریخ ۱۰ دی سال ۱۳۹۴ پرواز آزمایشی از مبدا فرودگاه پیام کرج به مقصد فرودگاه کاشان و برعکس انجام شد. هواپیمای آن یک فروند هواپیمای ایرتاکسی (هواپیمای VIP پایپر) بود.

۲. در تاریخ ۱۷ دی سال ۱۳۹۴، پرواز ۷ فروند هواپیمای پایپر (تک موتوره) از مبدا فرودگاه پیام کرج به مقصد فرودگاه کاشان و برعکس انجام شد؛ این پرواز به منظور آموزش خلبانی بود.

## هواپیماهای قابل پذیرش در فرودگاه کاشان
در طرح جامع شهر فرودگاهی بین‌المللی کاشان، امکان پذیرش هواپیماهای فوق سنگین، پهن پیکر و غول پیکر پیش‌بینی شده‌است. در طرح جامع، طول باند ۴ کیلومتر و عرض باند ۷۵ متر خواهد بود.

هواپیماهایی که در حال حاضر در فرودگاه کاشان امکان پذیرش دارند، هواپیماهای بدنه متوسط (Type Medium) هستند که عبارتند از: ایرتاکسی (تاکسی هوایی)، پایپر (تک موتوره)، ایرباس ۳۲۰، بوئینگ ۷۲۷، بوئینگ ۷۳۷، MD ، آنتونوف ۷۴، فوکر ۱۰۰، ATR, BAE, RJ، ایرباس ۳۱۹، فوکر۵۰، امبرائر ۱۴۵ و ایرباس ۳۲۱

## امکانات و خدمات فرودگاه کاشان
- برج مراقبت مجهز
- راه اندازی سامانه کمک ناوبری DVOR/DME
- ترمینال مسافری
- دستگاه خودپرداز بانکها
- کیوسک اطلاع‌رسانی
- چرخ دستی حمل بار مسافر
- نمایشگر پرواز
- سامانه تلفن گویا اطلاعات پرواز ۱۹۹
- سامانه پیامک اطلاعات پرواز
- سالن ترانزیت
- اینترنت پر سرعت بی‌سیم WiFi
- دفتر شرکت‌های هواپیمایی
- آب سردکن
- کافی شاپ
- کانتر پرواز
- پلیس فرودگاه
- یگان حفاظت هواپیمایی
- دستگاه نوار نقاله
- نمازخانه
- گیت بازرسی
- محل اشیای گمشده و امانت بار
- جایگاه سوخت‌گیری هواپیما
- ایستگاه اورژانس
- ایستگاه هواشناسی
- ایستگاه آتش‌نشانی
- ایستگاه‌های مطالعه کتاب
- سرویس بهداشتی wc
- سیستم روشنایی باند (لایتینگ)
- امکان برقراری پروازها در طول ۲۴ ساعت شبانه روز
- تاکسی فرودگاه
- اتوبوس پرواز
- پارکینگ خودرو
- امکان برقراری پروازهای آموزش خلبانی
- امکان برقراری پروازهای تاکسی هوایی AIR TAXI
- تلفن گویا، ۱۵ خط تلفن
- پارکینگ هواپیما

## فعالیت‌های در دست انجام
بخشی از فعالیت‌های مهم که در فرودگاه کاشان در دست انجام و پیگیری می‌باشد به شرح زیر است:
- واگذاری فرودگاه کاشان از شهرداری کاشان به شرکت فرودگاه‌های کشور
- نصب و راه‌اندازی سامانه کمک ناوبری ILS
- راه اندازی دانشکده آموزش خلبانی و آموزش مهمانداری هواپیما
- راه اندازی شعبه بانک‌ها
- اخذ مجوز مرز هوایی
- اخذ مجوز پروازهای خارجی
- راه اندازی اداره گذرنامه
- احداث اداره گمرک فرودگاه
- برقراری پروازهای باربری CARGO
- احداث اورژانس هوایی
- احداث پارکینگ طبقاتی خودرو
- افزایش طول باند به میزان ۴ کیلومتر
- افزایش عرض باند به میزان ۷۵ متر
- احداث طرح جامع شهر فرودگاهی بین‌المللی کاشان